# Pelle Erobreren (film)
 For alternative betydninger, se Pelle Erobreren. (Se også artikler, som begynder med Pelle Erobreren)
Pelle Erobreren er en dansk-svensk film fra 1987 instrueret af Bille August. Filmen vandt, som den anden danske film, en Oscar for bedste fremmedsprogede film, og Den Gyldne Palme ved Filmfestivalen i Cannes i 1988. Manuskriptet er skrevet af Bille August, Per Olov Enquist, Janus Billeskov Jansen og Bjarne Reuter baseret på Martin Andersen Nexøs roman Pelle Erobreren, der handler om Pelle og Lassefar, der kommer til Bornholm fra Skåne som daglejere.

## Handling
Lassefar (Max von Sydow) er en lidt ældre, ludfattig enkemand, der engang i anden halvdel af 1800-tallet kommer til Bornholm sammen med sin lille søn Pelle (Pelle Hvenegaard), idet han har et noget svævende og urealistisk billede af, at her kan den lille familie få fremgang. Det viser sig dog at være ret svært at få arbejde, men omsider bliver han ansat af en noget tvær gårdmand på godset Stengården. Her finder Lasse og Pelle snart ud af, at der er stor forskel på folk. Godsejeren (Axel Strøbye) er pigeglad og lægger lystigt an på ethvert pigebarn, han møder, mens hans kone (Astrid Villaume) sidder ulykkelig på godset.
Heldigvis er der bedre stemning og sammenhold blandt det arbejdende folk på godset, og Pelle får et rigtig godt forhold til svenskeren Erik (Björn Granath), der i modsætning til Lassefar er god til at give Pelle mod på fremtiden. Lassefar er for gammel til for alvor at tro på en lysere fremtid og har mest brug for at falde til ro og få en tålelig tilværelse.
Imidlertid er Erik ikke populær blandt sine foresatte, og særlig forvalteren (Erik Paaske) forfølger ham på det groveste. Samtidig oplever Pelle mobning i landsbyskolen, hvor han især hånes for sin halvgamle far. Problemer er mange, og bedst som livet ser lidt lysere ud, opstår nye og værre problemer for Lassefar og Pelle. Pelle indser, at han er nødt til at forlade godset og sin far for at finde lykken et andet sted.

## Medvirkende
Blandt de medvirkende er:
- Pelle Hvenegaard - Pelle
- Max von Sydow - Lassefar, Pelles far
- Erik Paaske - forvalter
- Björn Granath - Erik
- Kristina Törnquist - lille Anna
- Morten Jørgensen - landsvæsenselev
- Axel Strøbye - godsejer Kongstrup
- Astrid Villaume - fru Kongstrup
- Lena Pia Bernhardsson - Soen
- Troels Asmussen - Rud
- Anna Lise Hirsch Bjerrum - Karna
- Buster Larsen - Ole Køller
- Lars Simonsen - Niels Køller
- John Wittig - lærer Friis
- Karen Wegener - madam Olsen
- Sofie Gråbøl - jomfru Sine
- Nis Bank-Mikkelsen - præst
- Troels Munk - læge
- Erik Frisberg - øvrighedsperson
- Thure Lindhardt - skoleelev

## Baggrund og tilblivelse
Filmen er baseret på Martin Andersen Nexøs roman af samme navn. Romanen består af fire bind, og filmen følger handlingen i første bind af værket, Barndom.

## Modtagelse
Pelle Erobreren blev modtaget med visse forbehold af de danske kritikere, men filmen modtog såvel Robert- som Bodil-priserne for bedste film, ligesom der var en stribe priser til folkene foran og bag kameraet ved de to prisuddelinger. Filmen modtog også Guldbaggen for bedste film. Særligt Max von Sydows præstation blev rost, og han modtog priserne for bedste hovedrolle ved de tre nævnte uddelinger.
Også uden for Skandinavien gjorde filmen indtryk, da den vandt guldpalmen ved filmfestivalen i Cannes 1988 og senere efterfulgte Babettes gæstebud som vinder af Oscar for bedste fremmedsprogede film.